# Az oltalmazó
Az oltalmazó (eredeti cím: The Marksman) 2021-ben bemutatott amerikai akcióthriller Robert Lorenz rendezésében. A főbb szerepekben Liam Neeson, Katheryn Winnick, Juan Pablo Raba és Teresa Ruiz látható. 
Az Amerikai Egyesült Államokban 2021. január 15-én mutatta be az Open Road Films és a Briarcliff Entertainment. Magyarországon 2021. október 21. jelent meg a Prorom Entertainment Kft. forgalmazásában. Általánosságban vegyes visszajelzéseket kapott a kritikusoktól, akik dicsérték Neeson alakítását, azonban a film sablonos történetét kritizálták.
A történet középpontjában egy arizonai határvárosban élő farmer és ex-tengerészgyalogos (Neeson) áll, aki segít egy fiatal fiúnak megszökni a mexikói drogkartell fegyveresei elől, miután annak anyját lelövik.

## Cselekmény
Jim Hanson, az Amerikai Egyesült Államok tengerészgyalogságának egykori mesterlövésze és vietnámi háborús veterán az Arizona-Mexikó határ mentén él, és illegális határátlépési kísérleteket jelent. Egy nap járőrözés közben találkozik Rosával és fiával, Miguellel, mexikói állampolgárokkal, akik a kartell elől menekülve átbújnak a kerítésen, egy erre kiképzett nyíláson.
Hanson felhívja a határőrséget, mielőtt meglátná a kartell autójának közeledését. Befejezi a hívást, és lövöldözésbe keveredik egy Mauricio nevű kartellfőnökkel és három emberével. Hanson megöli Mauricio testvérét, amikor az fegyvert ránt; Rosát a kartell egyik tagja halálosan megsebesíti. Mielőtt meghal, átad Hansonnak egy cetlit, amelyen fel van írva a rokonai chicagói címe, és arra kéri Hansont, hogy vigye el oda a fiát. Hanson vonakodva beleegyezik.
A nő halála után megjelennek a határőrök, és Miguelt magukkal viszik az őrsre. A kartell egyik tagja bejön, és azt állítja, hogy ő Miguel rokona. Hanson véletlenül meglátja ott az autójukat, amit felismer, és kicsempészi Miguelt. Otthon sietősen bepakol pár dolgot egy táskába, majd elindulnak Hanson kisteherautójával és Jackson nevű fekete kutyájával.
A kartell hamis útlevelekkel és korrupt határőrök segítségével jut be Amerikába, hogy Hanson és Miguel nyomába eredjen. Egy határőr meglátja az egyik bandatag tetoválását, és beengedi őket.
A banda megkeresi Hanson házát, ahonnan Mauricio elhoz egy borítékot, amin rajta van Hanson neve és címe, majd az egyik embere benzint locsol szét és leégetik a házat.
Miután Hanson teherautója elromlik, a hitelkártyájával fizet a javításért, de a munka a késői időpont miatt csak másnapra készül el, akkor is csak átmeneti megoldásként, mivel Hanson sietősen tovább akar menni. Mauricio egy olyan házba megy, ahol elektronikai eszközeik és szakembereik vannak, Hanson neve és címe alapján megkeresteti velük, hogy használta-e a hitelkártyáját.
Ez alapján az autószervizig, majd a 66-os útig követik a párost Oklahomába. Egy járőr követi Hanson teherautóját és megállítja őket. A járőr azt mondja Hansonnak, hogy szálljon be a rendőrautóba, míg ő „elmegy és beszél a fiúval”. Elveszi Hanson jogosítványát, fegyverét, átkutatja a pick-upját, de nem beszél Miguellel, hanem mobiltelefonon felhív valakit. Ugyanakkor a rendőrautóban lévő URH megszólal, ebből Hanson rájön, hogy a járőr nem jelentette, hogy megállította őket. Amikor a járőr visszajön, dulakodni kezdenek, Hanson leüti a járőrt, és visszaszerzi a kulcsait meg a fegyverét. Nem sokkal később Mauricio és a kartell többi tagja utoléri a korrupt rendőrt, kérdezik tőle, hogy Hanson merre ment tovább, és kivégzik; Hanson és Miguel távolról nézi.
Hanson és Miguel folytatják útjukat észak felé. Hanson személyes hitetlensége ellenére megállnak egy templomnál, hogy Miguel méltó módon búcsúzhasson el az anyjától.
A teherautó hűtője végleg megadja magát, miközben megpróbálnak elmenekülni a kartell elől, ezért egy mellékúton kénytelenek megállni. Végül Mauricio és az emberei utolérik Hansont, és tűzharc tör ki egy közeli farm pajtájánál. Hansonnak sikerül távolról megölnie a kartell három tagját (miközben Miguel lead két elterelő lövést), de Mauricio elfogja Miguelt.
Hanson és Mauricio összeverekednek, miután Mauricio a fiú kezébe erőlteti a fegyvert, hogy ő lője le Hansont.
Mauricio alattomos módon megszurkálja Hansont egy hegyes tűvel, amit állandóan magánál tart. Hansonnak sikerül Mauricio fölé kerekednie, és hasba lövi, de Mauricio nem hal meg rögtön.
Mivel Mauricio állandóan azt hangoztatja, hogy ő is katona, Hanson otthagyja a keze ügyében a pisztolyát, egyetlen golyóval.
Amikor Hanson és Miguel kissé eltávolodnak, lövés hallatszik.
A páros végül eljut Miguel családjához Chicagóba, akik nagy szeretettel fogadják a fiút. Közben Hanson búcsú nélkül, észrevétlenül eltűnik.
Hanson felszáll egy városi buszra. Tudja, hogy halálos sebeket kapott, leül és lehunyja a szemét.

## Szereplők
| Szerep           | Színész          | Magyar hang     |
| ---------------- | ---------------- | --------------- |
| Jim Hanson       | Liam Neeson      | Csernák János   |
| Sarah Pennington | Katheryn Winnick | Solecki Janka   |
| Mauricio         | Juan Pablo Raba  | Makranczi Zalán |
| Rosa             | Teresa Ruiz      | Ruttkay Laura   |
| Miguel           | Jacob Perez      | Csurgai Márk    |
| Danny            | Christian Hicks  | Baráth István   |
| Everett Crawford | Luke Rains       | Csuha Lajos     |
| Otto             | Roger Jerome     | Kajtár Róbert   |
| Vámtiszt         | Grayson Berry    | Pataki Ferenc   |
| Bankigazgató     | Alex Knight      | Joó Gábor       |

## A film készítése
Az eredetileg The Minuteman címet viselő projektet 2019 májusában jelentették be, és Liam Neeson lett a főszereplője. 2019 szeptemberében bejelentették, hogy Winnick és Raba csatlakozott a film szereplőgárdájához.
A forgatási helyszínek Lorain, Portage megye (Ohio) és Chardon (Ohio). A forgatásra Új-Mexikóban is sor került, és 2019 októberében fejeződött be.

## Bemutató
Az oltalmazó eredetileg 2021. január 22-én került volna bemutatásra az Amerikai Egyesült Államok mozijaiba, de egy héttel előrébb, január 15-re hozták.

## Fogadtatás

### Bevételi adatok
2021. április 26-ig Az oltalmazó 15,6 millió dolláros bevételt ért el az Amerikai Egyesült Államokban és Kanadában, 6,8 millió dollárt pedig más területeken, így világszerte összesen 22,3 millió dolláros bevételt gyűjtött.
A film a négynapos MLK nyitóhétvégén 3,7 millió dollárt hozott, ez volt a második Open Road/Neeson film, amely a COVID-19 világjárvány idején a kasszasikerlista élére került, az előző októberi Becsületes tolvaj után. A filmet délen játszották a legjobban, a nézők 57%-át férfiak tették ki, 72%-uk pedig 25 év feletti volt. A következő hétvégén 2,03 millió dollárral maradt az első helyen, majd a harmadik hétvégén 1,2 millió dollárt keresett, és a harmadik helyen végzett.

## Fordítás
- Ez a szócikk részben vagy egészben  a   The Marksman (2021 film) című angol Wikipédia-szócikk fordításán alapul.  Az eredeti cikk szerkesztőit annak laptörténete sorolja fel. Ez a jelzés csupán a megfogalmazás eredetét és a szerzői jogokat jelzi, nem szolgál a cikkben szereplő információk forrásmegjelöléseként.